# Africaleurodes
Africaleurodes is een geslacht van halfvleugeligen (Hemiptera) uit de familie witte vliegen (Aleyrodidae), onderfamilie Aleyrodinae.
De wetenschappelijke naam van dit geslacht is voor het eerst geldig gepubliceerd door Dozier in 1934. De typesoort is Africaleurodes coffeacola.

## Soorten
Africaleurodes omvat de volgende soorten:
- Africaleurodes adami Cohic, 1968
- Africaleurodes ananthakrishnani Dubey & Sundararaj, 2006
- Africaleurodes balachowskyi Cohic, 1968
- Africaleurodes capgrasi Cohic, 1968
- Africaleurodes citri (Takahashi, 1932)
- Africaleurodes coffeacola Dozier, 1934
- Africaleurodes fulakariensis Cohic, 1966
- Africaleurodes hexalobi Bink-Moenen, 1983
- Africaleurodes indicus Regu & David, 1993
- Africaleurodes karwarensis Dubey & Sundararaj, 2006
- Africaleurodes loganiaceae Dozier, 1934
- Africaleurodes martini Cohic, 1968
- Africaleurodes ochnaceae Dozier, 1934
- Africaleurodes pauliani Cohic, 1968
- Africaleurodes simula (Peal, 1903)
- Africaleurodes souliei Ardaillon & Cohic, 1970
- Africaleurodes tetracerae Cohic, 1966
- Africaleurodes uvariae Cohic, 1968
- Africaleurodes vrijdaghii (Ghesquière in Mayné & Ghesquière, 1934)